# Realp
Realp est une commune suisse du canton d'Uri.

## Géographie
Selon l'Office fédéral de la statistique, Realp mesure 78,04 km2.

## Démographie
Selon l'Office fédéral de la statistique, Realp compte 159 habitants en 2008. Sa densité de population atteint 2 hab./km2.
Le graphique suivant résume l'évolution de la population de Realp entre 1850 et 2008 :

## Transport
- Sur la ligne ferroviaire MGB Brigue - Tunnel de base de la Furka - Oberalp, portail est du tunnel
  - Transport de voitures pour Oberwald
- Départ de l'ancien parcours du train Realp - Gletsch - Oberalp, actuellement utilisée comme musée ferroviaire de Realp à Gletsch (voir Dampfbahn Furka-Bergstrecke).
- Départ pour le col de la Furka